# 佐藤凌我
佐藤 凌我（さとう りょうが、1999年2月20日 - ）は、福岡県福岡市早良区出身のプロサッカー選手。Jリーグ・ジュビロ磐田所属。ポジションはフォワード（FW）。

## 来歴
東福岡高校では、後にプロ入りした藤川虎太朗や高江麗央、小田逸稀らとプレー。高校卒業後は明治大学に進学し、4年時に全日本大学選抜に選出。2020年8月、同期の持井響太と共に東京ヴェルディ加入が内定した。
2021年より東京ヴェルディに正式加入。2月28日、J2第1節の愛媛FC戦で後半アディショナルタイムから出場しプロデビューを果たした。4月4日、第6節の水戸ホーリーホック戦でプロ入り初先発、初ゴールを決めた。ルーキーながらチームの主力として攻撃を牽引し、チーム2位・リーグ7位タイの13ゴールを決めた。
2023年、アビスパ福岡へ完全移籍。第103回天皇杯の二回戦であるFC今治戦ではオーバーヘッド弾で福岡移籍後初ゴールをマークした。2023年JリーグYBCルヴァンカッププライムステージ準々決勝第1戦のFC東京戦において負傷した。
2025年、ジュビロ磐田に完全移籍。

## 所属クラブ
- FC龍南
- 福岡市立次郎丸中学校
- 2014年 - 2016年 東福岡高等学校
- 2017年 - 2020年 明治大学
  - 2020年9月 - 同年12月  東京ヴェルディ (特別指定選手)[9]
- 2021年 - 2022年  東京ヴェルディ
- 2023年 - 2024年  アビスパ福岡
- 2025年 -  ジュビロ磐田

## 個人成績
| 国内大会個人成績 | 国内大会個人成績 | 国内大会個人成績 | 国内大会個人成績 | 国内大会個人成績 | 国内大会個人成績 | 国内大会個人成績 | 国内大会個人成績 | 国内大会個人成績 | 国内大会個人成績 | 国内大会個人成績 | 国内大会個人成績 |
| 年度             | クラブ           | 背番号           | リーグ           | リーグ戦         | リーグ戦         | リーグ杯         | リーグ杯         | オープン杯       | オープン杯       | 期間通算         | 期間通算         |
| 年度             | クラブ           | 背番号           | リーグ           | 出場             | 得点             | 出場             | 得点             | 出場             | 得点             | 出場             | 得点             |
| 日本             | 日本             | 日本             | 日本             | リーグ戦         | リーグ戦         | リーグ杯         | リーグ杯         | 天皇杯           | 天皇杯           | 期間通算         | 期間通算         |
| ---------------- | ---------------- | ---------------- | ---------------- | ---------------- | ---------------- | ---------------- | ---------------- | ---------------- | ---------------- | ---------------- | ---------------- |
| 2019             | 明大             | 20               | 他               | -                | -                | -                | -                | 2                | 0                | 2                | 0                |
| 2021             | 東京V            | 27               | J2               | 42               | 13               | -                | -                | 1                | 0                | 43               | 13               |
| 2022             | 東京V            | 27               | J2               | 40               | 13               | -                | -                | 3                | 2                | 43               | 15               |
| 2023             | 福岡             | 27               | J1               | 24               | 4                | 6                | 0                | 4                | 4                | 34               | 8                |
| 2024             | 福岡             | 27               | J1               | 21               | 2                | 1                | 0                | 2                | 0                | 24               | 2                |
| 2025             | 磐田             | 20               | J2               |                  |                  |                  |                  |                  |                  |                  |                  |
| 通算             | 日本             | 日本             | J1               | 45               | 6                | 7                | 0                | 6                | 4                | 58               | 10               |
| 通算             | 日本             | 日本             | J2               | 82               | 26               | -                | -                | 4                | 2                | 86               | 28               |
| 通算             | 日本             | 日本             | 他               | -                | -                | -                | -                | 2                | 0                | 2                | 0                |
| 総通算           | 総通算           | 総通算           | 総通算           | 127              | 32               | 7                | 0                | 12               | 6                | 146              | 38               |

- 2020年 特別指定選手としての公式戦出場無し

## タイトル

### クラブ
明治大学
- 関東大学サッカーリーグ戦：2回（2019年、2020年）
- 全日本大学サッカー選手権大会：1回（2019年）
- 総理大臣杯全日本大学サッカートーナメント：1回（2019年）

アビスパ福岡
- Jリーグカップ：1回（2023年）

### 代表
福岡県
- 国民体育大会サッカー競技（2015年）

### 個人
- 全日本大学サッカー選手権大会・得点王（2019年）
- 関東大学サッカーリーグ戦・ベストイレブン（2020年）